# I Wanna Go Crazy
«I Wanna Go Crazy» —en español: «Quiero volverme loco»— es una canción realizada por el disc jockey y productor francés David Guetta con la colaboración del rapero y cantante estadounidense will.i.am, incluida en el álbum de Guetta, One Love. Fue lanzada el 24 de agosto de 2009, como descarga digital.

## Antecedentes
David Guetta comentó sobre el tema en su sitio web:

"La nueva pista", «I Wanna Go Crazy» con will.i.am, está a la venta y disponible exclusivamente en iTunes [...] Completa el álbum "compra el nuevo álbum" One Love, desde el 25 de agosto.

## Lista de canciones y formatos
| Descarga digital |                                   |          |  |
| N.º              | Título                            | Duración |  |
| 1.               | «I Wanna Go crazy» (Original Mix) | 3:24     |  |

## Posicionamiento en listas y certificaciones
| \| Lista (2009) \| Mejor posición \| \| -------------------------------------------- \| -------------- \| \| Canadá (Canadian Hot 100)[1] \| 83 \| \| Reino Unido (The Official Charts Company)[2] \| 92 \| |                |
| Lista (2009) | Mejor posición |
| Canadá (Canadian Hot 100) | 83             |
| Reino Unido (The Official Charts Company) | 92             |

## Historial de versiones
| País    | Fecha de estreno    | Formato          | Discográfica |
| ------- | ------------------- | ---------------- | ------------ |
| Francia | 7 de agosto de 2010 | Descarga Digital | Virgin, EMI  |